# Château de Mousson
Le château de Mousson est un ancien château fort lorrain, de nos jours ruiné, dont les vestiges se dressent sur la commune française de Mousson, dans le département de Meurthe-et-Moselle, en région Grand Est.

## Localisation
Les ruines du château sont situées au sommet de la colline de Mousson, surplombent de près de 205 m les vallées de la Seille et de la Moselle, entre Nancy et Metz, dans le département français de Meurthe-et-Moselle. 

## Historique
Le siège d'un château, possession du roi Louis IV d'Outremer, y est mentionné dès 948.
Le château, qui dépendait du comté puis duché de Bar, a été jusqu'au XIIIe siècle la demeure des comtes de Mousson. Les comtes de Mousson sont apparus après le démembrement du pagus Scarponensis au début du XIe siècle.
Du haut de la butte, les comtes de Mousson surveillaient l'important et ancien trafic commercial de la grande voie romaine Dijon-Metz, prélevant des péages à Pont-à-Mousson, placé sur la rivière, sous sa dépendance.
Le XVIIe siècle fut fatal au castel de Mousson. Symbole de l'esprit d'indépendance et de la résistance des Lorrains face au pouvoir royal français, le château de Mousson était une entrave aux desseins impérialistes de Louis XIII et de Richelieu dont les armées occupèrent les duchés de Bar et de Lorraine à partir de 1633. En 1633, à l'instar de nombreux châteaux de la région ( par exemple celui de Conflans) et des fortifications de Nancy, le castel de Mousson fut démoli par le pic et la mine. Sous la contrainte des troupes françaises, les habitants du lieu furent contraint de détruire le château qui les protégeait.

## Description

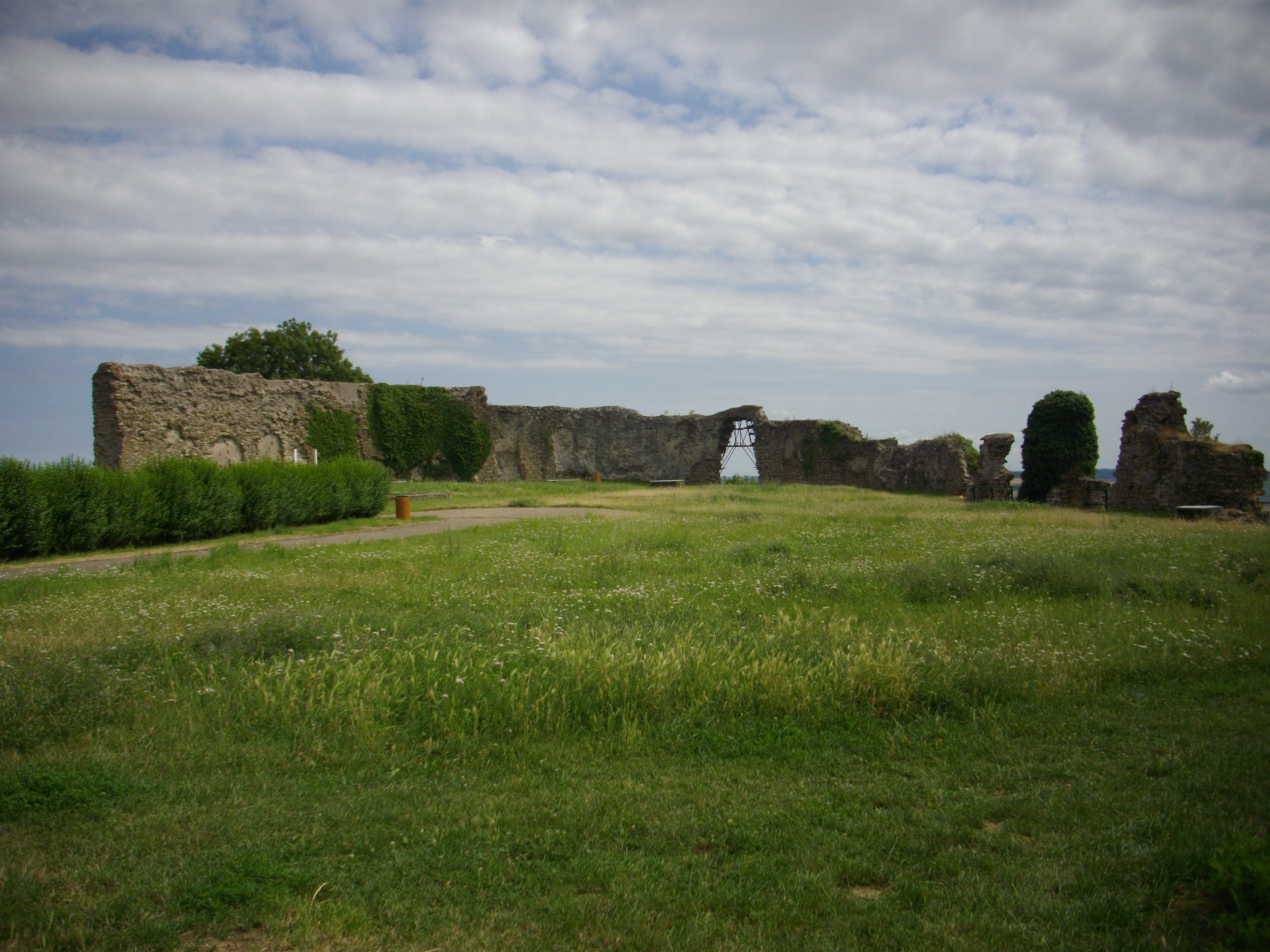
Le site en 2013.

Le château, à l'état de vestiges, n'a pas résisté aux outrages du temps, aux guerres et surtout au cardinal de Richelieu.
Les ruines de l'enceinte castrale maçonnée ovale (d'une centaine de mètres de long sur soixante-cinq dans sa plus grande largeur) occupent la terrasse sommitale aplanie de la butte de Mousson. L'enceinte enserrait logis et chapelle. Le bourg, enclos d'un rempart également, se dresse 30 mètres en-dessous, s'étalant en croissant, au nord, à l'est et au sud.

## Protection
Les ruines du château de Mousson font l’objet d’un classement au titre des monuments historiques par arrêté du 11 avril 1932.
La commune, propriétaire des lieux, veille à sauvegarder les lieux. Un projet est lancé en partenariat avec la Fondation du patrimoine fin 2018.

## Valorisation du patrimoine
Il fait l'objet d'une fontaine de lumière. Le sentier de grande randonnée 5 y passe.